# Pure Phase
Pure Phase är den brittiska rockgruppen Spiritualizeds andra album, utgivet 1995.

## Låtlista
Samtliga låtar skrivna av Jason Pierce, om annat inte anges.
1. "Medication" - 8:16
2. "The Slide Song" - 3:52
3. "Electric Phase" - 1:34
4. "All of My Tears" - 3:10
5. "These Blues" - 3:05
6. "Let It Flow" - 5:30
7. "Take Good Care of It" - 4:37
8. "Born Never Asked" (Laurie Anderson) - 2:05
9. "Electric Mainline" - 7:40
10. "Lay Back in the Sun" - 5:09
11. "Good Times" - 4:54
12. "Pure Phase" - 6:19
13. "Spread Your Wings" - 6:31
14. "Feel Like Goin' Home" - 5:35